# -123 min.
-123 min. (Minus123Minut) – czeski zespół muzyczny, utworzony w 1997 roku. Wykonuje muzykę rockową w połączeniu z elementami jazzu, bluesa, muzyki etnicznej. Zespół koncertuje nie tylko w Czechach, ale także poza ich granicami. Wielokrotnie występował w Polsce, m.in. w kwietniu 2007 z okazji 10-lecia istnienia grupy odbył trasę po kilkunastu polskich miastach. W grudniu 2009 na oficjalnej stronie zespołu została podana informacja, iż zespół zakończył działalność. W 2016 zespół poinformował o powrocie, w 2019 nagrał nową płytę „Les”. Zmienił też pisownię nazwy na Minus123Minut.

## Skład
- Zdeněk Bina – gitara, wokal
- Miloš Dvořáček – instrumenty perkusyjne
- Fredrik Janáček – gitara basowa

### Byli członkowie
- Dominik Tuma - instrumenty perkusyjne, grał z zespołem w początkowym okresie.
- Václav Zima – instrumenty perkusyjne nagrał z zespołem płytę „Shooba Dooba”
- Emil Valach – instrumenty perkusyjne nagrał z zespołem płyty „Home?” „Try"
- Martin Vajgl – instrumenty perkusyjne nagrał z zespołem płyty „Mom” „XL Live”

## Dyskografia
- 1999: Shooba Dooba
- 2001: Try
- 2002: Home?
- 2004: XL Live
- 2005: Mom
- 2009: Dream
- 2019: Les